# Pesnja o Kol'cove
Pesnja o Kol'cove (Песня о Кольцове) è un film del 1959 diretto da Vladimir Ivanovič Gerasimov.